# Sparganothoides
Sparganothoides är ett släkte av fjärilar. Sparganothoides ingår i familjen vecklare.
Kladogram enligt Catalogue of Life:
| Sparganothoides | \| \| Sparganothoides brasiliana \| \| \| \| \| \| Sparganothoides hydeana \| \| \| \| |
|                 | \| \| Sparganothoides brasiliana \| \| \| \| \| \| Sparganothoides hydeana \| \| \| \| |
|                 | Sparganothoides brasiliana                                                             |
|                 |                                                                                        |
|                 | Sparganothoides hydeana                                                                |
|                 |                                                                                        |

## Bildgalleri

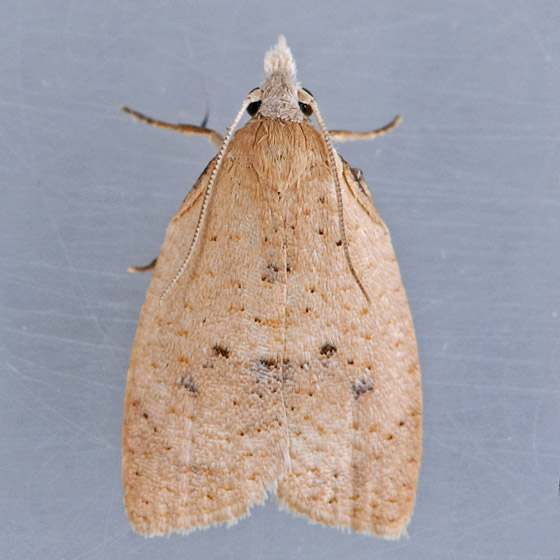